# Список руководителей IBM
Ниже приведён хронологический список людей, которые служили в качестве главного исполнительного директора в корпорации IBM Corp. — американской многонациональной технологической и консалтинговой ИТ-компании со штаб-квартирой в Армонк, штат Нью-Йорк.

## CEO IBM
1. Томас Дж. Уотсон (1914—1956)[1]
2. Томас Дж. Уотсон мл. (1956—1971)[1]
3. Т. Винсент Лирсон[англ.] (1971—1973)[1]
4. Фрэнк Т. Кэри[англ.] (1973—1981)[1]
5. Джон Р. Опель (1981—1985)[1]
6. Джон Ф. Акерс[англ.] (1985—1993)[1]
7. Луис В. Герстнер мл. (1993—2002)[1]
8. Сэмюэл Дж. Палмизано (2002—2011)[1][2]
9. Вирджиния М. Рометти (2012—2020)[2]
10. Арвинд Кришна (2020—н.в.)[3]